# Estación Central de Villach
La estación Central de Villach (en alemán Villach Hauptbahnhof) es la principal estación ferroviaria de la ciudad austríaca de Villach. Es un importante nudo ferroviario del sur de Austria, al confluir varias líneas que garantizan la conexión con Eslovenia e Italia.

## Historia
La estación fue inaugurada el 30 de mayo de 1864 con la llegada del ferrocarril a Villach gracias a la extensión desde Klagenfurt de la línea iniciada en Maribor.